# Васілень
Васілень, Васілені (рум. Vasileni) — село у повіті Харгіта в Румунії. Входить до складу комуни Улієш.
Село розташоване на відстані 209 км на північ від Бухареста, 44 км на захід від М'єркуря-Чука, 141 км на південний схід від Клуж-Напоки, 68 км на північ від Брашова.

## Населення
За даними перепису населення 2002 року у селі проживали 37 осіб, усі — угорці. Усі жителі села рідною мовою назвали угорську.